# Козлов Анатолій Пилипович
Анатолій Пилипович Козлов (нар. 27 березня 1937 — ?) — радянський діяч, секретар Житомирського обласного комітету КПУ, 1-й секретар Радомишльського районного комітету КПУ Житомирської області. Кандидат сільськогосподарських наук (1995).

## Біографія
Освіта вища. Член КПРС.
З кінця 1970-х років до травня 1990 року — 1-й секретар Радомишльського районного комітету КПУ Житомирської області.
26 травня 1990 — серпень 1991 року — секретар Житомирського обласного комітету КПУ — завідувач аграрного відділу Житомирського обласного комітету КПУ.
У 1995 році захистив кандидатську дисертацію «Особливості створення поліського зонального типу худоби та галузі м'ясного скотарства на Житомирщині» в Інституті розведення і генетики тварин села Чубинське Київської області.
Потім — на пенсії в Житомирі.

## Нагороди та відзнаки
- орден Трудового Червоного Прапора
- медалі